# Heinrich Klingelhöfer
Heinrich Klingelhöfer (* 31. Dezember 1860 in Hassenhausen (Landkreis Marburg-Biedenkopf); † 12. Juni 1933 in Niederwetter) war ein deutscher Unternehmer und Abgeordneter des Provinziallandtages der preußischen Provinz Hessen-Nassau.

## Leben
Heinrich Klingelhöfer war der Sohn des Kunstmüllers Kaspar Klingelhöfer und dessen Gemahlin Katharina Weber. Nach seiner Schul- und Berufsausbildung übernahm er die väterliche Mühle (Aumühle in Niederwetter). Er schloss sich der Deutschen Demokratischen Partei an und wurde am 31. Oktober 1919 zum Abgeordneten des Kurhessischen Kommunallandtages des preußischen Regierungsbezirks Kassel gewählt, aus dessen Mitte er ein Mandat für den Provinziallandtag der Provinz Hessen-Nassau erhielt. Er blieb bis zum Jahre 1925 in den Parlamenten.